# Saint-Hilarion (Yvelines)
Saint-Hilarion és un municipi francès, situat al departament d'Yvelines i a la regió de Illa de França. L'any 2007 tenia 895 habitants.
Forma part del cantó de Rambouillet, del districte de Rambouillet i de la Comunitat d'aglomeració Rambouillet Territoires.

## Demografia

### Població
El 2007 la població de fet de Saint-Hilarion era de 895 persones. Hi havia 316 famílies, de les quals 52 eren unipersonals (20 homes vivint sols i 32 dones vivint soles), 100 parelles sense fills, 148 parelles amb fills i 16 famílies monoparentals amb fills.
La població ha evolucionat segons el següent gràfic:
Habitants censats

### Habitatges
El 2007 hi havia 365 habitatges, 322 eren l'habitatge principal de la família, 34 eren segones residències i 9 estaven desocupats. 349 eren cases i 15 eren apartaments. Dels 322 habitatges principals, 266 estaven ocupats pels seus propietaris, 44 estaven llogats i ocupats pels llogaters i 12 estaven cedits a títol gratuït; 4 tenien una cambra, 18 en tenien dues, 24 en tenien tres, 57 en tenien quatre i 219 en tenien cinc o més. 273 habitatges disposaven pel capbaix d'una plaça de pàrquing. A 113 habitatges hi havia un automòbil i a 201 n'hi havia dos o més.

### Piràmide de població
La piràmide de població per edats i sexe el 2009 era:
| Homes | Edats   | Dones |
| ----- | ------- | ----- |
| 4     | 95 o +  | 0     |
| 4     | 90 a 94 | 0     |
| 4     | 85 a 89 | 0     |
| 4     | 80 a 84 | 4     |
| 16    | 75 a 79 | 20    |
| 8     | 70 a 74 | 20    |
| 12    | 65 a 69 | 8     |
| 20    | 60 a 64 | 12    |
| 40    | 55 a 59 | 24    |
| 24    | 50 a 54 | 44    |
| 28    | 45 a 49 | 36    |
| 52    | 40 a 44 | 40    |
| 24    | 35 a 39 | 32    |
| 24    | 30 a 34 | 16    |
| 4     | 25 a 29 | 20    |
| 8     | 20 a 24 | 16    |
| 24    | 15 a 19 | 40    |
| 44    | 10 a 14 | 24    |
| 40    | 5 a 9   | 32    |
| 8     | 0 a 4   | 20    |

## Economia
El 2007 la població en edat de treballar era de 610 persones, 430 eren actives i 180 eren inactives. De les 430 persones actives 412 estaven ocupades (215 homes i 197 dones) i 18 estaven aturades (10 homes i 8 dones). De les 180 persones inactives 62 estaven jubilades, 76 estaven estudiant i 42 estaven classificades com a «altres inactius».

### Ingressos
El 2009 a Saint-Hilarion hi havia 316 unitats fiscals que integraven 897,5 persones, la mediana anual d'ingressos fiscals per persona era de 25.011 €.

### Activitats econòmiques
Dels 41 establiments que hi havia el 2007, 1 era d'una empresa alimentària, 1 d'una empresa de fabricació d'altres productes industrials, 9 d'empreses de construcció, 10 d'empreses de comerç i reparació d'automòbils, 1 d'una empresa de transport, 1 d'una empresa d'hostatgeria i restauració, 14 d'empreses de serveis i 4 d'empreses classificades com a «altres activitats de serveis».
Dels 9 establiments de servei als particulars que hi havia el 2009, 1 era un taller de reparació d'automòbils i de material agrícola, 2 paletes, 1 guixaire pintor, 2 lampisteries, 1 electricista i 2 veterinaris.
Dels 2 establiments comercials que hi havia el 2009, 1 era un hipermercat i 1 una botiga de mobles.
L'any 2000 a Saint-Hilarion hi havia 7 explotacions agrícoles.

## Equipaments sanitaris i escolars
El 2009 hi havia una escola elemental.

## Poblacions més properes
El següent diagrama mostra les poblacions més properes.